# Hành tinh khổng lồ

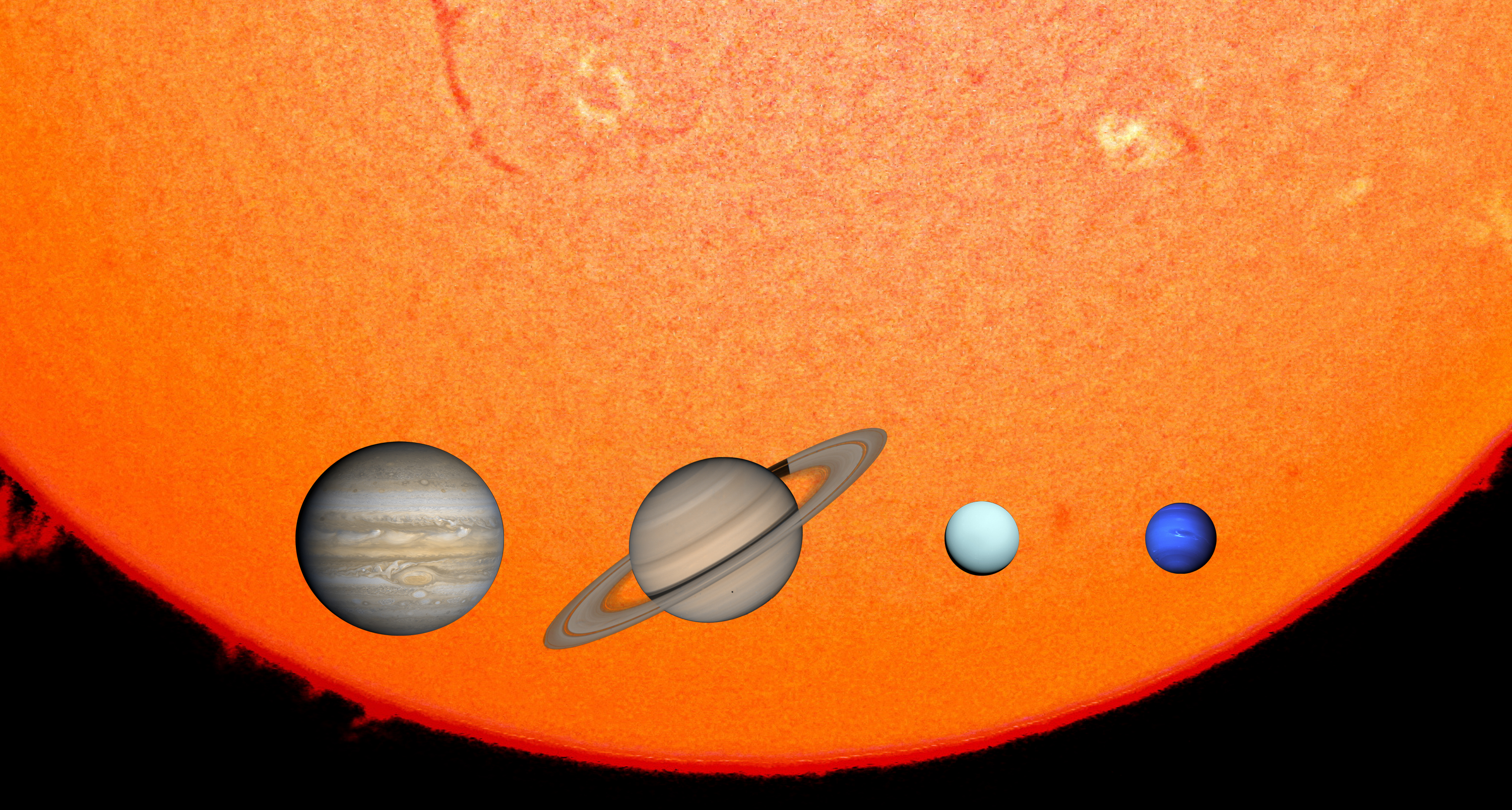
Bốn hành tinh khổng lồ trong Hệ Mặt Trời, đặt so sánh với Mặt Trời theo đúng tỷ lệ

Tỷ lệ khối lượng của các hành tinh phần ngoài Hệ Mặt Trời

Một hành tinh khổng lồ là một hành tinh có kích cỡ rất lớn. Chúng thường bao gồm các vật liệu có điểm sôi thấp (khí hoặc đá), chứ không phải đá hoặc vật chất rắn khác, nhưng các hành tinh rắn lớn cũng có thể tồn tại. Có bốn hành tinh khổng lồ đã biết trong hệ mặt trời: Sao Mộc, Sao Thổ, Sao Thiên Vương và Sao Hải Vương. Nhiều hành tinh khổng lồ ngoài Hệ Mặt Trời đã được xác định quay quanh các ngôi sao khác.
Hành tinh khổng lồ đôi khi cũng được gọi là hành tinh jovian, đặt tên theo sao Mộc. Chúng cũng đôi khi được gọi là hành tinh khí khổng lồ. Tuy nhiên, nhiều nhà thiên văn học chỉ áp dụng thuật ngữ thứ hai cho Sao Mộc và Sao Thổ, phân loại Sao Thiên vương và Sao Hải Vương, có các thành phần khác nhau, như những hành tinh băng khổng lồ. Cả hai cái tên đều có khả năng gây hiểu lầm: tất cả các hành tinh khổng lồ bao gồm chủ yếu các chất lỏng tại các điểm quan trọng của chúng, trong đó các pha khí và lỏng không tồn tại. Các thành phần chính là hydro và heli trong trường hợp sao Mộc và sao Thổ, và nước, amonia và mêtan trong trường hợp của Sao Thiên vương và Sao Hải Vương.
Sự khác biệt xác định giữa một sao lùn nâu khối lượng rất thấp và một sao khổng lồ khí (~ 13 MJ) còn đang được tranh luận. Một trường phái tư tưởng dựa trên sự hình thành; ngoài ra còn có một trường phái khác, về tính chất vật lý của lõi hành tinh. Một phần của cuộc tranh luận liên quan đến việc liệu "những ngôi sao lùn nâu" có phải đã từng trải qua phản ứng tổng hợp hạt nhân tại một thời điểm nào đó trong lịch sử của chúng hay không.